# Mário Haberfeld
Mário Haberfeld, född den 23 januari 1976 i São Paulo, Brasilien, är en brasiliansk racerförare.

## Racingkarriär
Haberfeld flyttade till Europa inför racingsäsongen 1997, då han blev sexa i det brittiska mästerskapet i formel 3. Säsongen 1998 vann Haberfeld titeln för Paul Stewart Racing, och fick möjligheten att köra formel 3000 1999 för West Competition Team, juniorteam till McLaren i formel 1. Haberfeld lyckades dock inte alls motsvara förväntningarna, utan blev poänglös, samtidigt som teamkollegan Nick Heidfeld vann mästerskapet, och fick en formel 1-chans av det. Haberfeld fick dock testa tre dagar på Magny-Cours med McLaren. Säsongen 2000 tävlade åter Haberfeld i formel 3000, men inte heller med Fortec Motorsport kunde han ta några poäng. Under 2001 lyckades Haberfeld åstadkomma en fjärdeplats som bäst, men totalt blev han femtonde man. Hans sista säsong i formel 3000 var 2002, då Haberfeld slutade sjua totalt, efter att ha inlett säsongen med två pallplatser på fyra race. Resultaten räckte dock inte för att kunna bygga sig en karriär i Europa, så Haberfeld gick till Conquest Racings då nystartade CART-program. Han visade hyfsad fart under debutsäsongen 2003, men slutade till slut tolva, och som tredje bästa nykomling. I den omdöpta Champ Car-serien slutade Haberfeld trettonde under 2004, innan hans formelbilskarriär var över. Efter det körde Haberfeld sportvagnar sporadiskt, och vann ett lopp i Rolex Sports Car Series under 2006.